# Гептасульфид пентагольмия
Гептасульфид пентагольмия — бинарное неорганическое соединение
гольмия и серы
с формулой Ho5S7,
кристаллы.

## Получение
- Нагревание стехиометрических количеств чистых веществ в инертной атмосфере:

{\displaystyle {\mathsf {5Ho+7S\ {\xrightarrow {T}}\ Ho_{5}S_{7}}}}

## Физические свойства
Гептасульфид пентагольмия образует кристаллы
моноклинной сингонии, параметры ячейки a = 1,2729 нм, b = 0,3796 нм, c = 1,1515 нм, β = 104,83°, Z = 2,
структура типа гептасульфида пентаиттрия Y5S7
.